# ساوث برلنغتون
ساوث بيرلينغتون هي مدينة في مقاطعة شيتندن بولاية فيرمونت، الولايات المتحدة. تُعد ساوث بيرلينغتون إلى جانب مدينة بيرلينغتون المجاورة جزءًا رئيسيًا من منطقة برلينغتون الحضرية. وفقًا لتعداد الولايات المتحدة لعام 2020، بلغ عدد سكان المدينة 20,292 نسمة، مما يجعلها ثاني أكبر مدينة في فيرمونت من حيث عدد السكان بعد بيرلينغتون. تعد المدينة مقرًا لشركة بن آند جيري، بالإضافة إلى احتوائها على أكبر مركز تجاري في الولاية وهو مول يونيفرسيتي.

## التركيبة السكانية
حدّد مكتب تعداد الولايات المتحدة بيانات التركيبة السكانية لساوث برلنغتون في تعداد الولايات المتحدة. في ما يلي، التركيبة السكانية حسب تعدادي 2000 و2010.

### تعداد عام 2000
بلغ عدد سكان ساوث برلنغتون 15,814 نسمة بحسب تعداد عام 2000، وبلغ عدد الأسر 6,332 أسرة وعدد العائلات 3,785 عائلة مقيمة في المدينة. في حين سجلت الكثافة السكانية 206.4 نسمة لكل كيلومتر مربع (534.6/ميل2). وبلغ عدد الوحدات السكنية 6,501 وحدة بمتوسط كثافة قدره 84.8 لكل كيلومتر مربع (219.6/ميل2).
وتوزع التركيب العرقي للمدينة بنسبة 93.78% من البيض و0.83% من الأمريكيين الأفارقة و0.18% من الأمريكيين الأصليين و3.35% من الأمريكيين ذوي الأصول الآسيوية و0.01% من سكان جزر المحيط الهادئ و0.41% من الأعراق الأخرى و1.42% من عرقين مختلطين أو أكثر و1.21% من الهسبانيون أو اللاتينيون من أي عرق.
بلغ عدد الأسر 6,332 أسرة كانت نسبة 30.5% منها لديها أطفال تحت سن الثامنة عشر تعيش معهم، وبلغت نسبة الأزواج القاطنين مع بعضهم البعض 47.7% من أصل المجموع الكلي للأسر، ونسبة 9% من الأسر كان لديها معيلات من الإناث دون وجود شريك، بينما كانت نسبة 3% من الأسر لديها معيلون من الذكور دون وجود شريكة وكانت نسبة 40.2% من غير العائلات. تألفت نسبة 30.4% من أصل جميع الأسر من عدة أفراد يعيشون في نفس المنزل ونسبة 11.4% كانت تتألف من شخص يعيش بمفرده يبلغ من العمر 65 عاماً أو أكثر. وبلغ متوسط حجم الأسرة المعيشية 2.31، أما متوسط حجم العائلات فبلغ 2.93.
بلغ العمر الوسطي للسكان 36.2 عاماً. وكانت نسبة 21.5% من القاطنين تحت سن الثامنة عشر، وكانت نسبة 6.4% بين الثامنة عشر والرابعة والعشرين عاماً، ونسبة 30.1% كانت واقعةً في الفئة العمرية ما بين الخامسة والعشرين والرابعة والأربعين عاماً، ونسبة 21.9% كانت ما بين الخامسة والأربعين والرابعة والستين، ونسبة 12.5% كانت ضمن فئة الخامسة والستين عاماً فما فوق. يوجد لكل 100 أنثى 88.6 ذكر، ويوجد لكل 100 أنثى في الثامنة عشر من عمرها فما فوق 84.4 ذكر.
بلغ متوسط دخل الأسرة في المدينة 51,566 دولارًا، أما متوسط دخل العائلة فبلغ 67,241 دولارًا. وكان متوسط دخل الذكور 42,076 دولارًا مقابل 29,883 دولارًا للإناث. وسجل دخل الفرد الخاص بالمدينة 25,290 دولارًا. وكانت نسبة 2.3% من العائلات ونسبة 4.2% من السكان تحت خط الفقر، وكان من هؤلاء نسبة 1.6% تحت سن الثامنة عشر ونسبة 7.2% في الخامسة والستين من العمر وما فوق.

### تعداد عام 2010
بلغ عدد سكان ساوث برلنغتون 17,904 نسمة بحسب تعداد عام 2010، وبلغ عدد الأسر 7,987 أسرة وعدد العائلات 4,389 عائلة مقيمة في المدينة. في حين سجلت الكثافة السكانية 233.7 نسمة لكل كيلومتر مربع (605.3/ميل2). وبلغ عدد الوحدات السكنية 8,429 وحدة بمتوسط كثافة قدره 110 لكل كيلومتر مربع (284.9/ميل2).
وتوزع التركيب العرقي للمدينة بنسبة 90.01% من البيض و1.94% من الأمريكيين الأفارقة و0.20% من الأمريكيين الأصليين و5.41% من الأمريكيين ذوي الأصول الآسيوية و0.03% من سكان جزر المحيط الهادئ و0.36% من الأعراق الأخرى و2.04% من عرقين مختلطين أو أكثر و1.88% من الهسبانيون أو اللاتينيون من أي عرق.
بلغ عدد الأسر 7,987 أسرة كانت نسبة 25.3% منها لديها أطفال تحت سن الثامنة عشر تعيش معهم، وبلغت نسبة الأزواج القاطنين مع بعضهم البعض 43.2% من أصل المجموع الكلي للأسر، ونسبة 8.6% من الأسر كان لديها معيلات من الإناث دون وجود شريك، بينما كانت نسبة 3.1% من الأسر لديها معيلون من الذكور دون وجود شريكة وكانت نسبة 45% من غير العائلات. تألفت نسبة 33.2% من أصل جميع الأسر من عدة أفراد يعيشون في نفس المنزل ونسبة 13.6% كانت تتألف من شخص يعيش بمفرده يبلغ من العمر 65 عاماً أو أكثر. وبلغ متوسط حجم الأسرة المعيشية 2.19، أما متوسط حجم العائلات فبلغ 2.82.
بلغ العمر الوسطي للسكان 40.6 عاماً. وكانت نسبة 18.9% من القاطنين تحت سن الثامنة عشر، وكانت نسبة 8.5% بين الثامنة عشر والرابعة والعشرين عاماً، ونسبة 28.7% كانت واقعةً في الفئة العمرية ما بين الخامسة والعشرين والرابعة والأربعين عاماً، ونسبة 27.8% كانت ما بين الخامسة والأربعين والرابعة والستين، ونسبة 16.1% كانت ضمن فئة الخامسة والستين عاماً فما فوق. وتوزع التركيب الجنسي للسكان بنسبة 47.2% ذكور و52.8% إناث.